# Inferno (film, 2002)
 (juillet 2025).
Pour les articles homonymes, voir Inferno.
Pour plus de détails, voir Fiche technique et Distribution.
Inferno est un court métrage britannique de science-fiction réalisé par Paul Kousoulides, sorti en 2002.

## Synopsis
Dans un jeu de tir à la première personne, un ennemi tombe amoureux de l'héroïne (inspirée de Lara Croft) et essaie d'attirer son attention à chaque fois que le niveau redémarre avant de se faire tuer.

## Fiche technique
- Titre : Inferno
- Réalisation : Paul Kousoulides
- Scénario : Sharat Sardana
- Photographie : Melissa Byers
- Montage : James Devlin
- Production : Teun Hilte
- Société de production : National Film and Television School
- Pays :  Royaume-Uni
- Genre : Science-fiction
- Durée : 24 minutes

## Distribution
- Sanjeev Bhaskar : Jaz
- Nitin Ganatra : Naz
- Emily Booth : Laura
- Alan Talbot : M. Bonecrusher

## Distinctions
- BAFTA Awards 2002 : nommé au BAFTA du meilleur court métrage[1]